# 长序冷水花
长序冷水花（学名：Pilea melastomoides）是荨麻科冷水花属的植物。分布于越南、台湾岛、印度、印度尼西亚、斯里兰卡以及中国大陆的云南、海南、西藏、广东、广西等地，生长于海拔700米至1,750米的地区，常生于常绿阔叶林下或山谷阴湿处，目前尚未由人工引种栽培。

## 别名
三脉冷水花（海南植物志） 大冷水麻（台湾植物志）